# Умершие в ноябре 2013 года
Это список известных людей, соответствующих установленным критериям значимости (см. Википедия:Критерии значимости персоналий), умерших в ноябре 2013 года.
Причина смерти указывается лишь в исключительных случаях (убийство, самоубийство, гибель в результате военных действий, смертная казнь, ДТП или несчастные случаи). В остальных случаях — не указывается.

## 30 ноября
- Гонгадзе, Александра Теодоровна (68) — украинский общественный деятель, мать убитого оппозиционного журналиста Георгия Гонгадзе[1].
- Граф, Петер (75) — немецкий теннисист, тренер, отец теннисистки Штеффи Граф[2].
- Кент, Джин (92) — британская актриса[3].
- Ромбони, Дориано (44) — итальянский мотогонщик; авария на соревнованиях[4].
- Уокер, Пол (40) — американский актёр, автокатастрофа[5].
- Яковлев, Юрий Васильевич (85) — советский и российский актёр театра имени Е. Вахтангова и кино, народный артист СССР (1976), лауреат Государственной премии СССР[6].

## 29 ноября
- Водэ-Мокряк, Нина Георгиевна (76) — советская и молдавская актриса, народная артистка Молдавии (1991)[7].
- Горбаневская, Наталья Евгеньевна (77) — русская поэтесса, переводчица, правозащитник, участница диссидентского движения в СССР[8].
- Муйжниекс, Валдис Карлович (78) — советский баскетболист, трёхкратный серебряный призёр Олимпийских игр (1956, 1960, 1964)[9][10].
- Хатухов, Аслан Сафарбиевич (25) — российский спортсмен, чемпион мира по боевому самбо, чемпион мира по панкратиону, несчастный случай[11].
- Щербаков, Александр Александрович (88) — лётчик-испытатель, Герой Советского Союза (1971)[12].

## 28 ноября
- Рибичич, Митя (94) — словенский политик, председатель Союзного исполнительного веча Югославии (1969—1971), Председатель Президиума Центрального комитета Союза коммунистов Югославии (1982—1983)[13].
- Ру, Жан-Луи, (90) — канадский политик, лейтенант-губернатор Квебека (1996)[14].
- Фон Твиккель, Макс Георг (87) — немецкий католический епископ Эмсланда[15].
- Шехтер-Готесман, Бейла (93) — еврейская поэтесса (идиш), автор детских стихов и песен[16].

## 27 ноября
- Коллинз, Льюис (Lewis Collins, 67) — английский актёр[17][18].
- Салыков, Какимбек Салыкович (81) — казахский поэт, первый секретарь Каракалпакского обкома КП Узбекистана (1984—1989)[19].
- Сантос, Нилтон (88) — бразильский футболист, двукратный чемпион мира (1958, 1962)[20] Архивная копия от 2 декабря 2013 на Wayback Machine.
- Серебренников, Евгений Георгиевич (66) — художественный руководитель ансамбля удмуртского государственного театра фольклорной песни и танца «Айкай», заслуженный артист России[21] Архивная копия от 3 декабря 2013 на Wayback Machine.
- Хамидулин, Рашит Луфтулович (76) — советский, российский дипломат, Чрезвычайный и Полномочный Посол[22].
- Юхнева, Наталья Васильевна (82) — российский этнограф, главный научный сотрудник Музея антропологии и этнографии Российской академии наук, доктор исторических наук[23].

## 26 ноября
- Айнштейн, Арик (74) — израильский эстрадный певец, актёр, автор песенных текстов[24].
- Волков, Юрий Павлович (80) — советский хозяйственный руководитель, директор Мариупольского металлургического завода имени Ильича (1969—1973)[25].
- Гатти, Марчелло (89) — итальянский кинооператор[26][27].
- Голдберг, Айвен (79) — американский психиатр, введший в научный обиход термин и определение интернет-зависимости[28].
- Кин, Джейн (Jane Kean, 90) — американская актриса[29][30].
- Лайтер, Сол (Saul Leiter, 89) — американский фотограф[31].
- Мусанте, Тони (77) — американский актёр[32][33].
- Попа, Темистокле (92) — румынский композитор и музыкант[34].
- Ре, Кайетано (75) — парагвайский футболист («Эльче», «Барселона», «Эспаньол»)[35].
- Шпенглер, Йорг (74) — западногерманский яхтсмен, бронзовый призёр летних Олимпийских игр в Монреале (1976)[36] Архивная копия от 12 декабря 2013 на Wayback Machine.

## 25 ноября
- Гамильтон, Чико (92) — американский джазовый музыкант, лидер группы и композитор[37].
- Игуса, Дзюнъити (89) — японский математик[38].
- Коновалова, Наталья Николаевна (59) — российская актриса[39].
- Пильник, Анатолий Петрович (82) — писатель, поэт.
- Форт, Рикардо (45) — аргентинский режиссёр[40].
- Фоулкс, Билл (81) — английский футболист, защитник и капитан английского клуба «Манчестер Юнайтед»[41].
- Цудзии, Такаси (86) — японский бизнесмен, общественный деятель, поэт и писатель[42].
- Шпигельблат, Александр (86) — еврейский писатель (идиш), поэт и литературовед[43].

## 24 ноября
- Акопян, Андрей Степанович (55) — российский врач-хирург, директор Республиканского центра репродукции человека[44][45].
- Амадеи, Амедео (92) — итальянский футболист, нападающий сборной Италии по футболу, участник чемпионата мира (1950)[46].
- Ария, Семён Львович (90) — адвокат Адвокатской палаты Московской области, заслуженный юрист РСФСР[47].
- Джабраилов, Муса Хасмагомедович (53) — вице-президент Федерации спортивной борьбы России[48].
- Лей-Пембертон, Робин (86) — управляющий Банком Англии (1983—1993)[49].
- Ранин, Матти (87) — финский актёр театра и кино[50][51].
- Сальников, Валерий Александрович (74) — советский и российский футбольный тренер[52].

## 23 ноября
- Бам, Абрам Наумович (90) — вологодский фотожурналист, участник Великой Отечественной войны, почётный гражданин города Вологды[53].
- Березняк, Евгений Степанович (99) — ветеран Великой Отечественной войны, Герой Украины (2001), один из спасителей города Кракова, прототип главного героя фильма «Майор Вихрь»[54][55].
- Кармишин, Александр Васильевич (101) — научный консультант Центра прочности ФГУП ЦНИИмаш доктор технических наук, профессор, заслуженный деятель науки и техники РСФСР, дважды лауреат Государственной премии СССР[56].
- Климов, Иван Владимирович (24) — трёхкратный чемпион Сибири по боксу; убийство[57][58].
- Кондратенко, Николай Игнатович (73) — член Совета Федерации ФС РФ (2008—2013), губернатор Краснодарского края (1997—2001)[59].
- Ланский, Эгон (79) — чешский политик и журналист, заместитель премьер-министра (1998—1999)[60].
- Пелаес, Хуан (65) — мексиканский актёр[61]
- Преве, Констанцо (70) — итальянский марксистский философ[62].
- Стернин, Григорий Юрьевич (86) — советский и российский искусствовед и художественный критик, член-корреспондент РАН[63].

## 22 ноября
- Аббасгулиев, Мухаммед (48) — заместитель начальника Государственной пограничной службы Азербайджана, генерал-майор; инфаркт[64].
- Комаров, Александр Георгиевич (90) — советский хоккеист, чемпион мира (1954)[65].
- Леггетт, Джей (50) — американский актёр и сценарист («Трое в каноэ»)[66][67].
- Лотнер, Жорж (87) — французский режиссёр и сценарист («Профессионал»)[68].
- Эсторино, Абелардо (88) — кубинский драматург[69][70].

## 21 ноября
- Ахмад Джан, Маулана (47) — духовный лидер пакистанских экстремистов, убит[71].
- Герденер, Тео (97) — южноафриканский политик, министр внутренних дел ЮАР (1970—1972), лидер Демократической партии (1973—1977)[72].
- Жунусов, Анарбек Бейскенович (71) — религиозный и общественный деятель, муфтий Сибирского Федерального округа Духовного управления мусульман Азиатской части России[73].
- Кавли, Фред (86) — американский мультимиллионер и меценат норвежского происхождения, учредитель премии Кавли[74].
- Коппола, Альдо (73) — итальянский стилист[75].
- Миккелсен, Верн (85) — американский баскетболист, четырёхкратный чемпион НБА[76].
- Михалас, Димитри (74) — американский астроном, лауреат Премии Хелены Уорнер (1974)[77].
- Мусатов, Юрий Иванович (75) — российский кино- и телеоператор, лауреат специального приза Академии Российского телевидения «За создание школы операторского мастерства» (2004)[78].
- Пармеджани, Бернар (86) — французский композитор, одна из самых значимых фигур в электроакустической музыке[79].
- Соловьёва, Эвелина Михайловна (66) — солистка ансамбля русских народных инструментов имени Будашкина, заслуженная артистка РСФСР[80].
- Суса, Конрад (78) — американский композитор[81].

## 20 ноября
- Бобек, Павел (76) — чешский певец[82].
- Браун, Артур (88) — немецкий промышленник, один из изобретателей электробритвы[83].
- Браун, Сильвия (77) — американская писательница, медиум и гипнотерапевт[84].
- Ведерников, Владимир Павлович (79) — председатель Думы Приморского Края. Член Совета Федерации Федерального Собрания Российской Федерации[85].
- Джозеф Пол Франклин (63) — американский серийный убийца; казнён[86].
- Касумов, Мурад Рамазанович (23 или 24, по другим источникам 28) — один из лидеров дагестанского бандподполья, самопровозглашённый амир Махачкалы; убит[87].
- Минько, Олег Терентьевич (75) — украинский художник[88].
- Олдаши, Сокол (40) — албанский политик, министр общественных работ, транспорта и телекоммуникаций; ДТП[89][90].
- Сенгер, Фредерик (95) — английский биохимик, дважды лауреат Нобелевской премии по химии (1958, 1980)[91].
- Теджетова, Евгения Алексеевна (44) — российская певица, вокалистка группы «Салют»[92].
- Тимофеев, Тимур Тимофеевич (83) — российский историк и экономист, член-корреспондент РАН[93].
- Черкасов, Евгений Евгеньевич (83) — советский спортсмен, серебряный призёр летних Олимпийских игр в Мельбурне (1956) в скоростной стрельбе из малокалиберного пистолета[94].
- Яковлев, Василий Никитович (87) — приднестровский государственный, политический и общественный деятель[95].

## 19 ноября
- Дисней, Дайан Миллер (79) — старшая дочь мультипликатора и кинорежиссёра Уолта Диснея, основательница семейного музея Диснея[96].
- Первойкин, Денис Сергеевич (27) — российский киноактёр[97][98].
- Рогаткин, Алексей Алексеевич (82) — председатель президиума Московской городской коллегии адвокатов (1993—1997)[99].
- Ченчик, Таисия Филипповна (77) — советская легкоатлетка, бронзовый призёр летних Олимпийских игр в Токио (1964), победительница и призёр чемпионата Европы по прыжкам в высоту[100].

## 18 ноября
- Вайсборт, Дэниел (78) — английский поэт, переводчик[101][102].
- Врачаревич, Любомир (66) — сербский мастер боевых искусств, основатель стиля Реальное айкидо[103].
- Данько, Николай Иванович (64) — ректор Украинской государственной академии железнодорожного транспорта[104],.
- Кистлер-Ритсо, Ольга (93) — основательница музея оккупаций Эстонии[105].
- Уйгур, Нежат (86) — турецкий актёр tr:Nejat Uygur.
- Филиппини, Андре (89) — швейцарский бобслеист, бронзовый призёр зимних Олимпийских игр в Осло (1952)[106].

## 17 ноября
- Антонов, Александр Валентинович (56) — глава управления Федеральной службы безопасности по Татарстану, генерал-лейтенант; авиакатастрофа[107].
- Жуков, Титус (63) — режиссёр и директор кишинёвского театра кукол «Ликурич» (Молдова), заслуженный мастер искусств Республики Молдова[108].
- Куанта, Мишель (92) — французский политик, министр сельского хозяйства (1971—1972), министр внешней торговли (1980—1981)[109].
- Лессинг, Дорис (94) — английская писательница, лауреат Нобелевской премии по литературе (2007)[110].
- Минниханов, Ирек Рустамович (24) — автогонщик, двукратный победитель чемпионата России по ралли-кроссу, сын президента Татарстана Рустама Минниханова; авиакатастрофа[111].
- Файнштейн-Васильев, Михаил Борисович (60) — участник рок-группы «Аквариум»[112][113].
- Филд, Сид (77) — американский писатель, автор книг по сценарному мастерству[114].
- Фролов, Евгений Владимирович (51) — российский литератор, кинодраматург, журналист и сценарист[115].

## 16 ноября
- Берберян, Арсен (75) — архиепископ Армянской апостольской церкви (1973—2013)[116].
- Булычёва, Ангелина Александровна (96) — русская поэтесса и журналист[117].
- Добриян, Михаил Борисович (66) — советский и российский учёный, конструктор, руководитель Специального Конструкторского Бюро Космического Приборостроения, глава муниципального образования Тарусского района Калужской области[118].
- Захаревич, Владислав Георгиевич (67) — первый ректор Южного федерального университета (2006—2012)[119].
- Лэнфорд, Оскар (73) — американский математик[120].
- Нафанаил (Калайджиев) (61) — епископ Болгарской православной церкви, митрополит Неврокопский (с 1994)[121] Архивная копия от 3 декабря 2013 на Wayback Machine.
- Серкебаев, Ермек Бекмухамедович (87) — советский казахский оперный певец (баритон), педагог, народный артист СССР (1959), Герой Социалистического Труда (1986)[122].
- Соколов, Дмитрий Сергеевич (21) — лидер дагестанского бандподполья; уничтожен[123].
- Хейда, Збынек (83) — чешский поэт, историк, переводчик, правозащитник[124].
- Яровая, Нина Липовна — азербайджанская и израильская журналистка, лауреат Государственной премии Азербайджана, основоположник азербайджанской школы русскоязычной тележурналистики[125].

## 15 ноября
- Аллен, Шейла (84) — американская актриса[126].
- Альварес, Карла (41) — мексиканская актриса; остановка сердца[127][128].
- Вецвагаре, Астрида (72) — латвийская актриса[129].
- Джемисон Т. Ж. (95) — американский религиозный деятель, президент Национальной баптистской конвенции (1983—1994)[130].
- Д’Инцео, Раймондо (88) — итальянский наездник, чемпион летних Олимпийских игр в Риме (1960) по конкуру в личном первенстве, двукратный чемпион мира (1956, 1960), неоднократный призёр чемпионатов мира и Олимпийских игр[131].
- Клиридис, Глафкос (94) — президент Кипра (1974, 1993—2003)[132][133].
- Меликджанов, Борис Смбатович (70) — российский актёр и театральный деятель, директор театра Елены Камбуровой с 2002 г. заслуженный артист РСФСР (1986)[134].
- Нокс, Микки (91) — американский актёр[135][136].
- Шутов, Анатолий Александрович (66) — артист Хабаровского краевого театра драмы и комедии, заслуженный артист России[137].

## 14 ноября
- Грейс Джонс (113) — британская долгожительница, предпоследний житель Великобритании, родившийся в XIX веке[138][139].
- Масинга, Беннет (48) — южноафриканский футболист, лучший бомбардир чемпионата ЮАР (1990)[140].
- Синклер, Редж (88) — канадский хоккеист («Нью-Йорк Рейнджерс»), участник матча всех звёзд НХЛ (1951) и матча всех звёзд НХЛ (1952)[141].
- Полянский, Эдуард Алексеевич (79) — российский архитектор, заслуженный архитектор России, член-корреспондент Российской академии архитектуры и строительных наук[142].
- Спановскис, Харий (55) — латышский актёр театра и кино[143][144].
- Стосков, Юрий Викторович (82) — артист Московского областного драматического театра (Ногинск), Народный артист РСФСР (1985)[145].
- Циглимов, Семён Сергеевич (72) — комбайнёр совхоза «Легостаевский» Новосёловского района Красноярского края, Герой Социалистического Труда (1984); самоубийство[146].

## 13 ноября
- Андрианов, Владимир Леонидович (84) — российский детский хирург, доктор медицинских наук, профессор, главный детский ортопед РСФСР, отец российской остеопатии[147].
- Бегалов, Давид Рубенович (61) — российский скульптор[148].
- Жербье, Тьерри (48) — французский биатлонист, серебряный призёр чемпионата мира в эстафете 4 × 7,5 км, бронзовый призёр в командной гонке (1990)[149].
- Лоуренс, Барбара (83) — американская актриса[150].
- Мартис, Николаос (98) — греческий политик, министр промышленности (1958—1961), министр по делам Северной Греции (1974—1981)[151].
- Нести, Мауро (78) — итальянский автогонщик, восьмикратный чемпион Европы по подъёму на холм[152].
- Сарфати, Морис (81) — французский актёр («Собор Парижской Богоматери»)[153].
- Суур, Калью (85) — эстонский фотограф[154].
- Хусейн, Аднан — мэр города Эль-Фаллуджа (Ирак); убит[155].
- Чувин, Николай Иванович (94) — лётчик, ветеран Великой Отечественной войны, Герой Советского Союза (1944)[156].

## 12 ноября
- Баевский, Вадим Соломонович (83) — российский литературовед, критик, педагог, публицист, поэт, историк, писатель, переводчик[157].
- Бауэр, Хетти (108) — британский политический деятель[158].
- Грузнов, Игорь Викторович (63) — российский тренер по прыжкам в высоту[159].
- Казари, Джузеппе (91) — итальянский футбольный голкипер («Аталанта», «Наполи», «Падова»), участник Олимпийских игр (1948) и чемпионата мира (1950)[160].
- Руссо, Аль (89) — американский актёр[161][162].
- Серебров, Александр Александрович (69) — советский космонавт, совершивший четыре полёта в космос, Герой Советского Союза (1982)[163][164].
- Тавенер, Джон (69) — английский композитор; синдром Марфана[165].
- Трампедах, Курт (70) — датский художник и скульптор[166].
- Уивер, Уильям (90) — американский литературный переводчик[167].

## 11 ноября
- Бабаян, Валентина Алексеевна (56) — директор Корякской средней школы на Камчатке, лучший учитель региона, Почётный работник общего образования[168].
- Бартолуччи, Доменико (96) — итальянский кардинал, руководитель хора Сикстинской Капеллы (1956—1997)[169].
- Десятсков, Станислав Германович (77) — русский писатель, историк[170].
- Караосманоглу, Атилла (81-82) — турецкий политик, заместитель премьер-министра (1971)[171] Архивная копия от 12 ноября 2013 на Wayback Machine.
- Митчелл, Ширли (94) — американская актриса[172][173].
- Фаразманд, Араш (28) — барабанщик американской рок-группы The Yellow Dogs; убит[174].
- Фаразманд, Соруш (27) — гитарист американской рок-группы The Yellow Dogs; убит[174].
- Халворсен, Стейн Григ (104) — норвежский театральный актёр[175].

## 10 ноября
- Абади, Сафдар Рахмат (?) — заместитель министра промышленности и рудников Ирана; убит[176].
- Аль-Саху, Маджхем (50) — депутат парламента Сирии; убит[177].
- Мауд, Хэмфри (79) — британский дипломат, заместитель Генерального секретаря Содружества наций (1993—1999)[178].
- Мельник, Иван Филиппович (91) — начальник управления кадров МВД СССР (1983—1986), генерал-лейтенант в отставке[179].
- Мэтчефтс, Джон (82) — американский хоккеист, серебряный призёр зимних Олимпийских игр в Кортина-д’Ампеццо (1956)[180].

## 9 ноября
- Ай, Саваш (59) — турецкий журналист[181].
- Грошевой, Юрий Михайлович (81) — украинский юрист, вице-президент Национальной академии правовых наук Украины, заслуженный деятель науки и техники Украины, доктор юридических наук, профессор[182].
- Ливсон, Деннис[фин.] (66) — финский продюсер, основатель Страны муми-троллей[183].
- Полуэктов, Павел Петрович (94) — заведующий отделом сельского хозяйства Камчатского обкома КПСС (1951—1968), первый заместитель председателя Камчатского облисполкома (1960—1980)[184].
- Рон, Омри (77) — израильский политик, бывший депутат кнессета, рекордсмен мира по продолжительности жизни с искусственным сердцем[185].
- Серафима (Волошина) (57) — настоятельница Иоанновского монастыря[186].
- Сигута, Пётр Павлович (58) — украинский карикатурист и издатель, председатель Ассоциации одесских карикатуристов, редактор, директор информационного агентства «ПроМедиа»[187].
- Сучу, Василе (71) — румынский футбольный голкипер («Стяуа», «Спортул»)[188].
- Цукеркандль, Эмиль (91) — французский биолог, соавтор теории молекулярных часов[189].

## 8 ноября
- Бухонин, Владимир Дмитриевич (71) — глава Шекснинского района Вологодской области (1995—2003), депутат Законодательного Собрания Вологодской области (2003—2007)[190].
- Крачевский, Иван Яковлевич (92) — советский хоккеист и тренер, главный тренер омского «Шинника» (1971—1975)[191][192].
- Ловстед, Карл (83) — американский спортсмен, бронзовый призёр летних Олимпийских игр в Хельсинки (1952) в соревнованиях по академической гребле[193].
- Савьер, Гарри (87) — ганский политик, министр транспорта и связи (1979—1981), министр образования (1993—1997)[194].
- Свешников, Валентин Васильевич (72) — советский и российский кинооператор[195].
- Цыб, Анатолий Фёдорович (79) — директор Медицинского радиологического научного центра РАМН, академик РАМН, лауреат Государственной премии СССР[196].
- Чуистова, Инна Александровна (72) — балерина, солистка Коми республиканского театра оперы и балета, народная артистка Коми АССР[197].
- Швидкий, Алексей Порфирьевич (88) — бывший машинист экскаватора, Герой Социалистического Труда (1980)[198].

## 7 ноября
- Герасимчук, Михаил Иванович (66) — украинский политик, народный депутат Верховной Рады Украины от Коммунистической партии[199].
- Де Силва, Читта Ранджан — шри-ланкийский юрист, генеральный прокурор (2007—2008)[200].
- Каган, Борис Моисеевич (95) — советский учёный и конструктор в области автоматики, информатики и вычислительной техники, лауреат Сталинской премии (1949)[201].
- Карпов, Николай Иванович (83) — советский хоккеист и тренер, заслуженный тренер СССР, бронзовый призёр зимних Олимпийских игр в Скво-Вэлли (1960)[202].
- Манти, Пол (82) — американский актёр[203][204].
- Ривелле, Ампаро (88) — испанская актриса[205][206].
- Роммель, Манфред (84) — немецкий политик, обер-бургомистр Штутгарта (1974—1996), сын Эрвина Роммеля[207].
- Таван, Федерико (64) — итальянский поэт[208].
- Таше, Кристиан (56) — немецкий актёр[209][210].
- Щуплов, Юрий Викторович (63) — тренер женской молодёжной сборной России по волейболу, заслуженный тренер РСФСР[211][212].

## 6 ноября
- Бабашкин, Олег Константинович (65) — советский и российский режиссёр документального кино[213][214].
- Браво, Гильермина (92) — мексиканская балерина, хореограф и балетмейстер[215].
- Дориа, Жоржи (92) — бразильский актёр («Нежный яд»)[216][217].
- Юхансон, Арвид (84) — норвежский политик, министр нефти и энергетики (1980—1981)[218].
- Лури, Дэн (90) — один из пионеров бодибилдинга и фитнеса[219].
- Сарате, Роберто — аргентинский футболист («Ривер Плейт»), пятикратный чемпион Аргентины в 1950-х годах[220].
- Хариш, Йосеф (90) — генеральный прокурор, юридический советник правительства Израиля (1986—1993)[221].

## 5 ноября
- Асгаролади, Хабибулла (81) — иранский политик, министр торговли (1980—1984), лидер и генеральный секретарь Исламской коалиционной партии[222].
- Дашицыренова, Сурена Пурбуевна (61) — российская оперная певица, солистка Бурятского государственного академического театра оперы и балета, заслуженная артистка России[223].
- Калабро, Хуан Карлос (79) — аргентинский актёр[224][225].
- Столович, Леонид Наумович (84) — советский эстонский культуролог, философ и писатель[226].
- Тенута, Хуан Мануэль (89) — уругвайский актёр[227][228].

## 4 ноября
- Барфод, Хокон (87) — норвежский яхтсмен, чемпион летних Олимпийских игр в Лондоне (1948) и Хельсинки (1952)[229].
- фон Борсоди, Ганс (84) — немецкий актёр[230][231].
- Дольник, Виктор Рафаэльевич (75) — российский орнитолог, сотрудник Зоологического института РАН, вице-президент Российского орнитологического общества, доктор биологических наук[232].
- Игонин, Александр Иванович (74) — эстонский художник[233].
- Леандро Мора, Рейнальдо (93) — президент Национального Конгресса Венесуэлы (1984—1989)[234].
- Мамаджонов, Мирзо (68) — таджикский спортивный деятель, первый председатель Федерации футбола Таджикистана (1992—2012)[235].
- Млотек, Хана (91) — американский музыковед и фольклорист, собиратель еврейских народных песен на идише[236].
- Порядин, Борис Александрович (69) — советский боксёр, чемпион РСФСР по боксу (1968)[237].
- Рабаданов, Халид (35 или 36) — один из главарей дагестанского бандподполья; убит[238].

## 3 ноября
- Богданов, Виктор Михайлович (66) — митрофорный протоиерей РПЦ, старший священник храмов Марфо-Мариинской обители милосердия, духовник обители[239][240].
- Богданов, Рифкат Ибрагимович (63) — советский и российский математик, сооткрыватель бифуркации Богданова — Такенса[241].
- Горбунов, Леонтий Владимирович (84) — народный художник Кыргызстана[242].
- Койн, Уильям (77) — американский политик, член Палаты представителей от Пенсильвании (1981—2003)[243].
- Корбутов, Иван Иванович (78) — командующий Северной группой войск (1987—1989), генерал-полковник в отставке, народный депутат СССР, один из организаторов ветеранского движения в России[244][245].
- Кореа, Гамани (87) — шри-ланкийский экономист и дипломат, генеральный секретарь ЮНКТАД (1974—1984)[246].
- Краус, Рышард (49) — польский футболист, игрок Сборной Польши по футболу[247].
- Лонг, Леонард (102) — австралийский художник-пейзажист, кавалер Медали Австралии[248].
- Мусалимов, Владимир Андреевич (68) — советский боксёр, бронзовый призёр летних Олимпийских игр в Мехико[249].
- Ольга (Слёзкина) (98) — игуменья Покровского монастыря в Бюсси-ан-От[250].
- Скурлатов, Алексей Иванович (91) — советский военный разведчик, прообраз памятника «Алёша» в Пловдиве[251].
- Цесьлик, Герард (86) — польский футболист, трёхкратный чемпион страны (1951, 1952, 1953)[252].

## 2 ноября
- Беллами, Уолт (74) — американский баскетболист, чемпион летних Олимпийских игр в Риме (1960)[253].
- Бертелли, Васко Джузеппе (89) — итальянский римско-католический прелат, епископ Вольтерры (1985—2000)[254].
- Боуи, Роберт Ричардсон (104) — американский дипломат и учёный[255].
- Верлон, Клод (58) — журналист французской радиостанции RFI, убит на территории Мали[256].
- Дюпон, Гислен (51) — журналистка французской радиостанции RFI, убита на территории Мали[256].
- Исмаилова, Коммуна (85) — узбекская актриса и певица, народная артистка Узбекистана[257].
- Казаченко, Владимир Иванович (72) — украинский профсоюзный руководитель, председатель Центрального комитета Профсоюза металлургов и горняков Украины (2003—2013)[258].
- Квале, Кьелл (94) — американский бизнесмен, владелец Jensen Motors[259].
- Реновица, Миланко (85) — югославский политик, Председатель Президиума Союза коммунистов Югославии (1986—1987)[260].
- Федотов, Валерий Александрович (50) — российский киноактёр (дата смерти есть на сайте Кино-театр.ру)
- Црнкович, Златко (82) — хорватский литературный переводчик с немецкого, английского, русского и французского языков[261].
- Эверстейн, Йоп (92) — нидерландский футболист (АДО Ден Хааг)[262].
- Эзр, Йосеф (90) — чехословацкий баскетболист, чемпион Европы (1946)[263].

## 1 ноября
- Дунаев, Юрий Фёдорович (70) — советский и российский театральный актёр[264].
- Кравченко, Виталий Семёнович (76) — советский и российский волейбольный тренер, бывший тренер женских волейбольных команд «Искра» и Заречье-Одинцово, заслуженный тренер России[265].
- Мехсуд, Хакимулла (33 или 34) — лидер пакистанской террористической группировки «Техрик е-Талибан е-Пакистан»; убит[266].
- Ноймайстер, Бригитта (69) — австрийская оперная певица и музыковед[267].
- Шерман, Эдитт (101) — итало-американский фотограф[268].